# Cantone di Tonnerre
Il Cantone di Tonnerre era una divisione amministrativa dell'arrondissement di Avallon.
È stato soppresso a seguito della riforma complessiva dei cantoni del 2014, che è entrata in vigore con le elezioni dipartimentali del 2015.
Comprendeva i comuni di:
- Béru
- Cheney
- Collan
- Dannemoine
- Épineuil
- Fleys
- Junay
- Molosmes
- Serrigny
- Tissey
- Tonnerre
- Vézannes
- Vézinnes
- Viviers
- Yrouerre